# Parc national de Khenifiss
Le parc national de Khenifiss et la lagune de Khenifiss (variante : Khnifiss), ou lagune de Naïla, sont un lieu naturel et biologique qui possède un immense potentiel écotouristique, ils se trouvent entre les villes de Tan Tan et de Tarfaya. La valeur naturelle du site est rehaussée par la présence de vestiges archéologiques préhistoriques et historiques.

## Histoire
En 1980, la baie de Khnifiss est reconnue site Ramsar.
En 1998, la Direction marocaine du patrimoine culturel a ajouté la lagune à la liste indicative du patrimoine naturel mondial de l'UNESCO, ce qui signifie qu'il était prévu de la « proposer pour inscription au cours des cinq à dix années à venir ».
En 2006, la lagune est protégée par le parc national de Khenifiss à la suite de sa création.

## Galerie

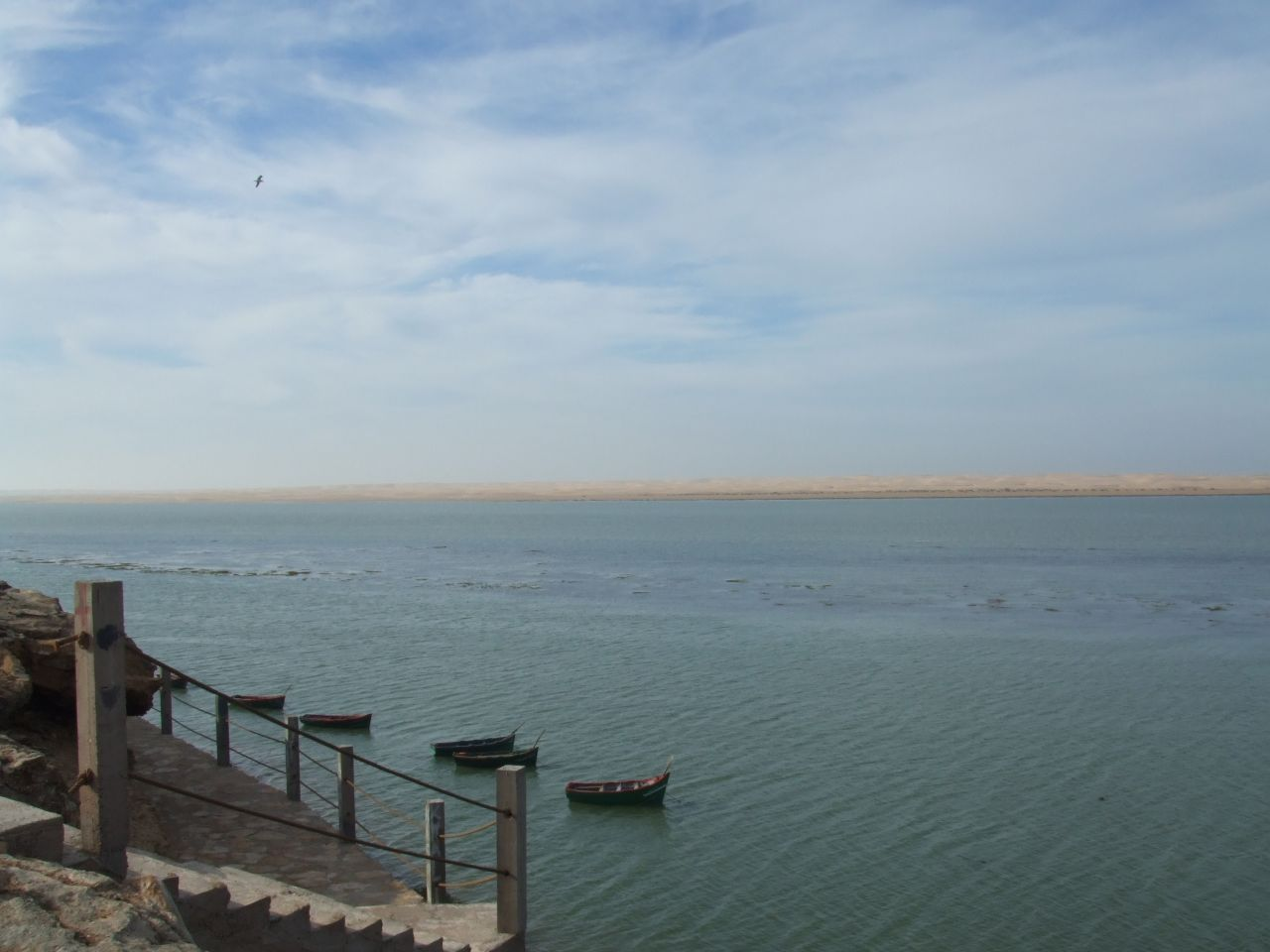
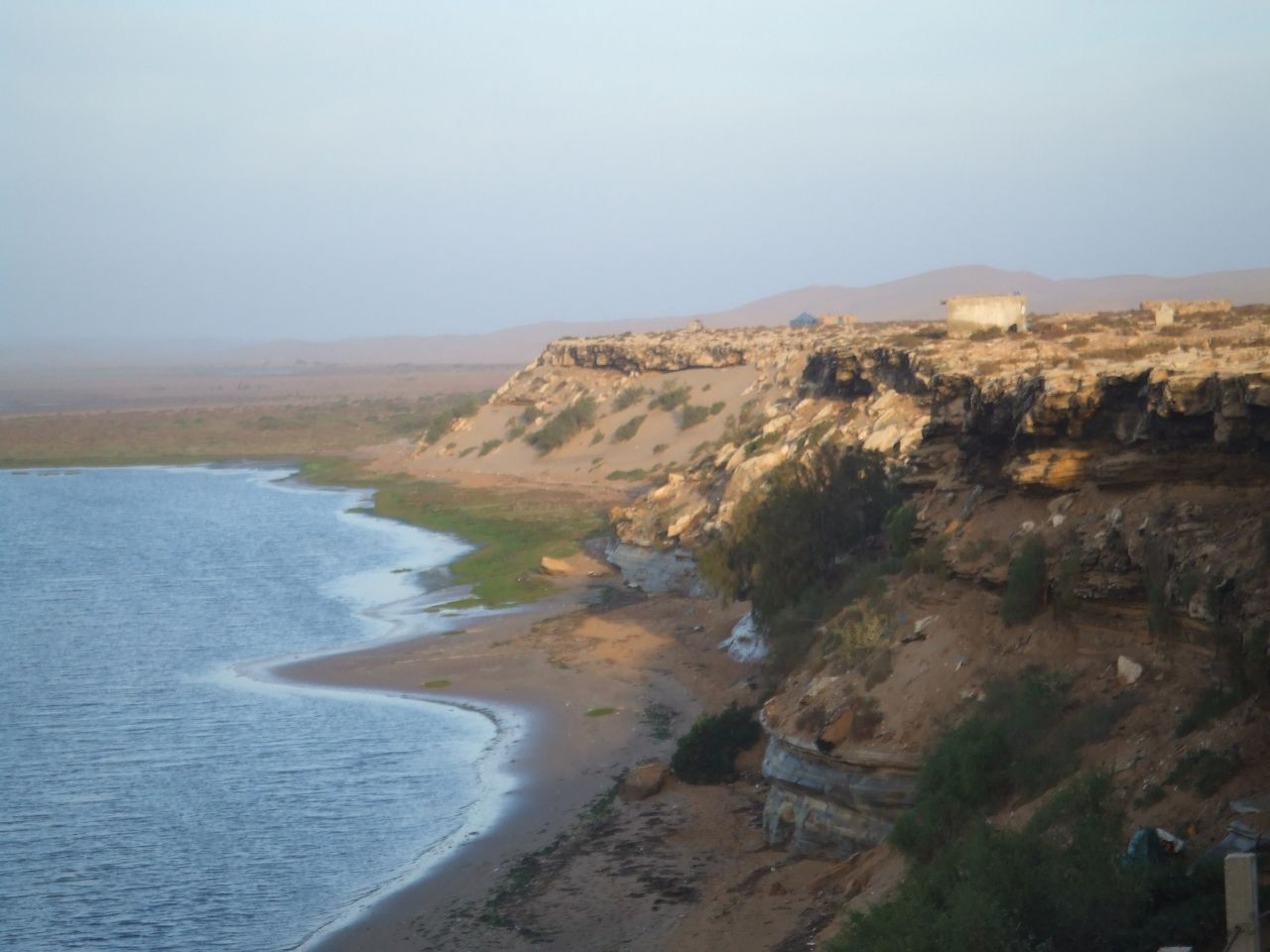
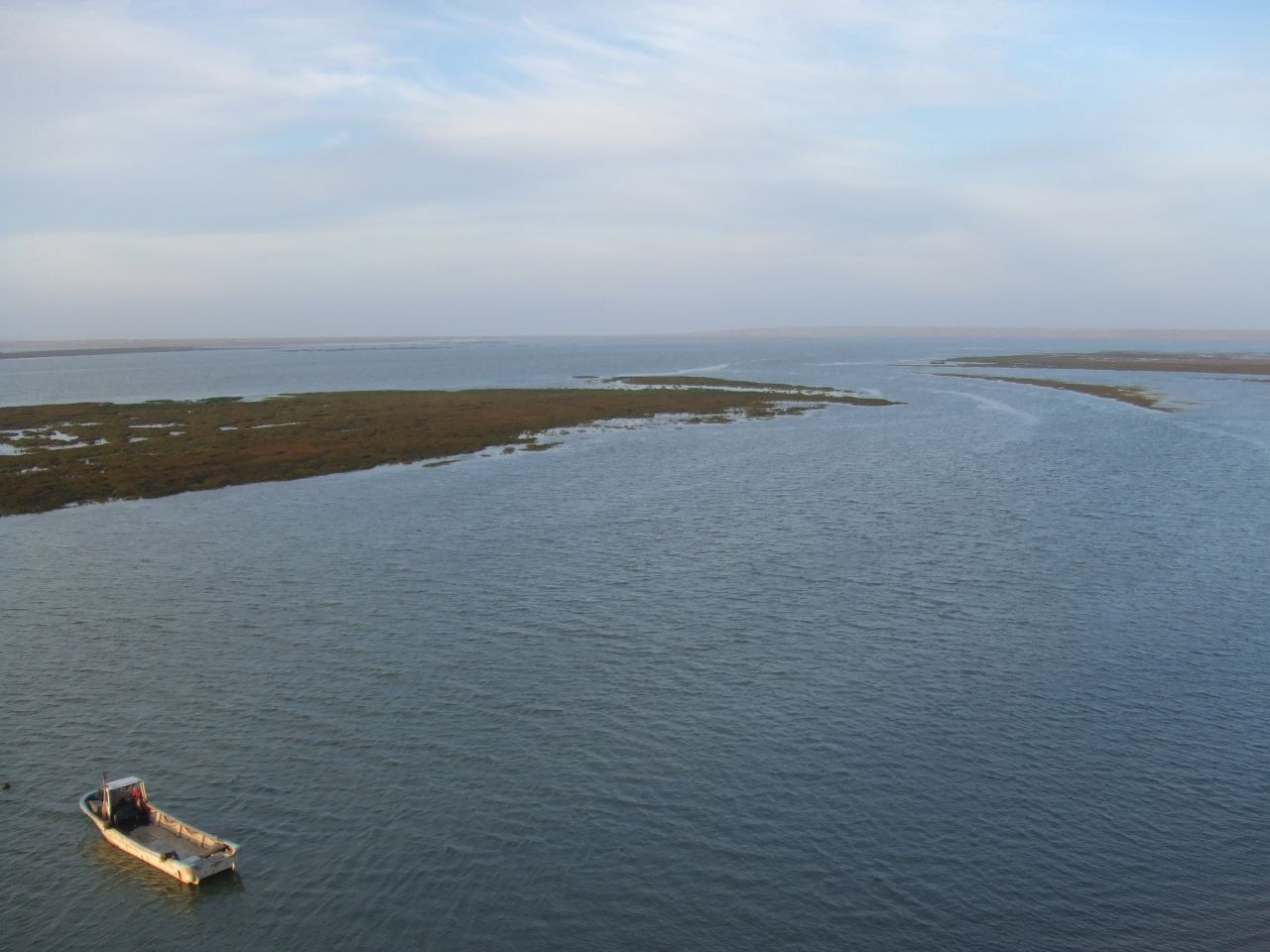
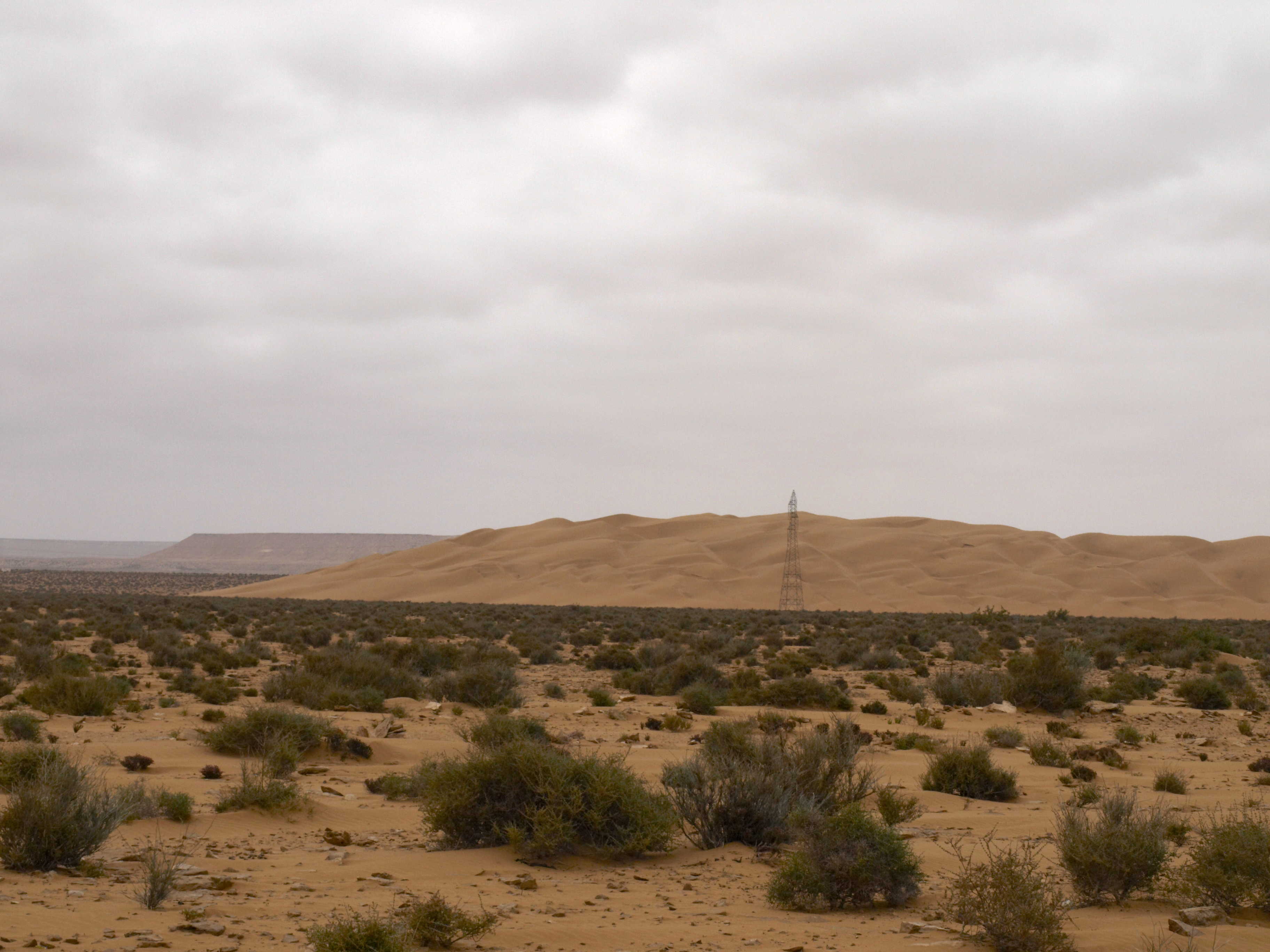
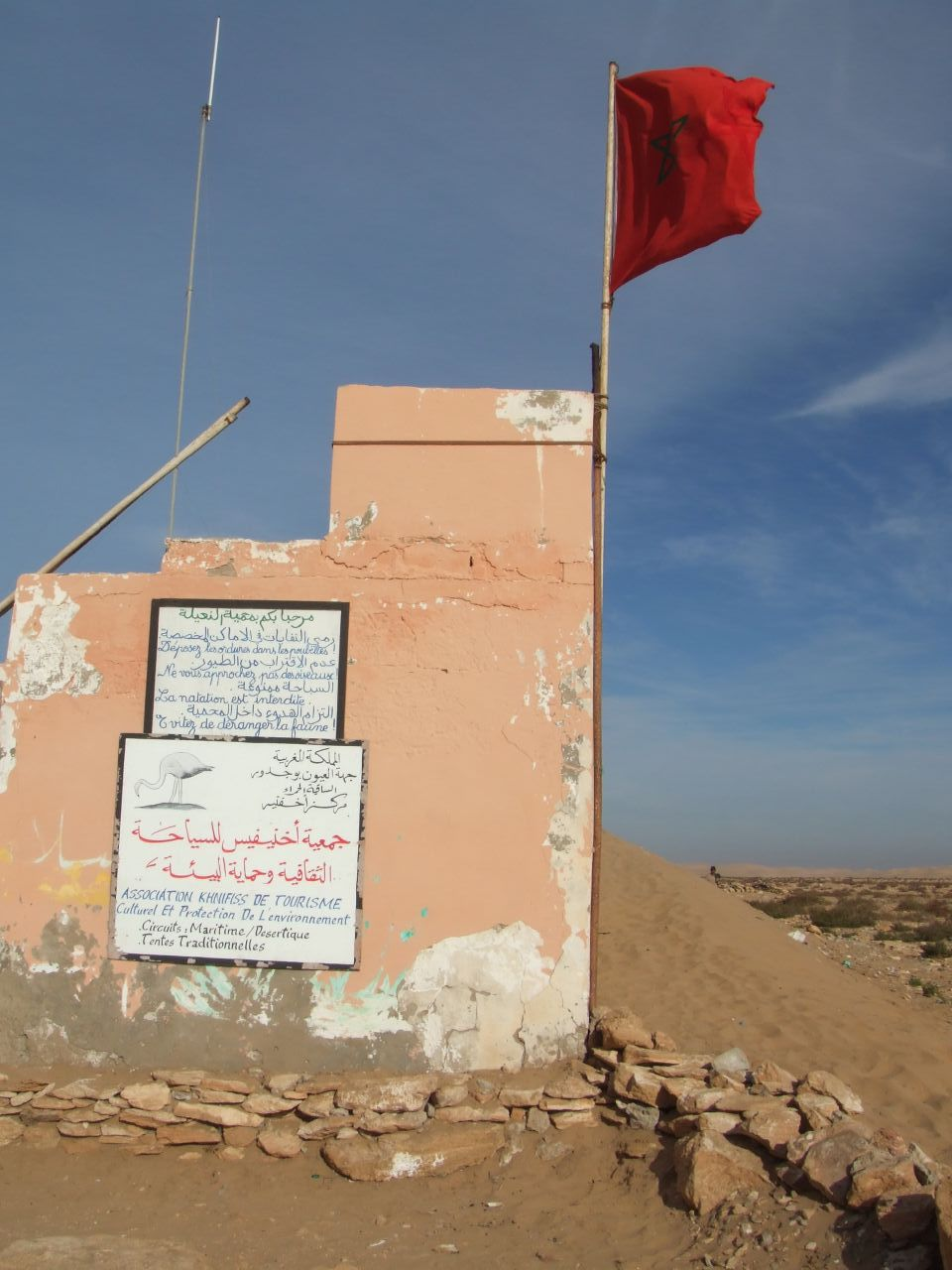
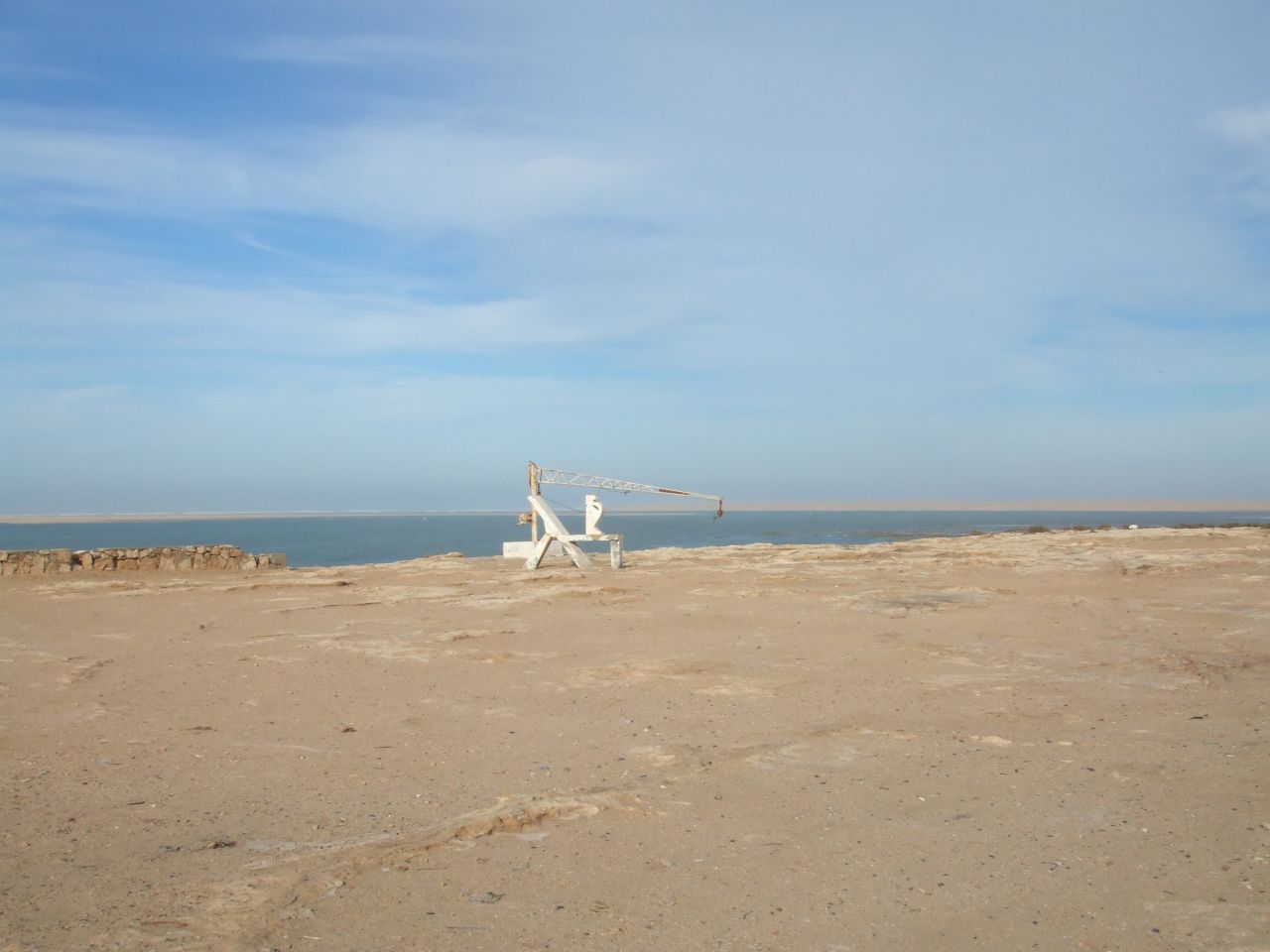
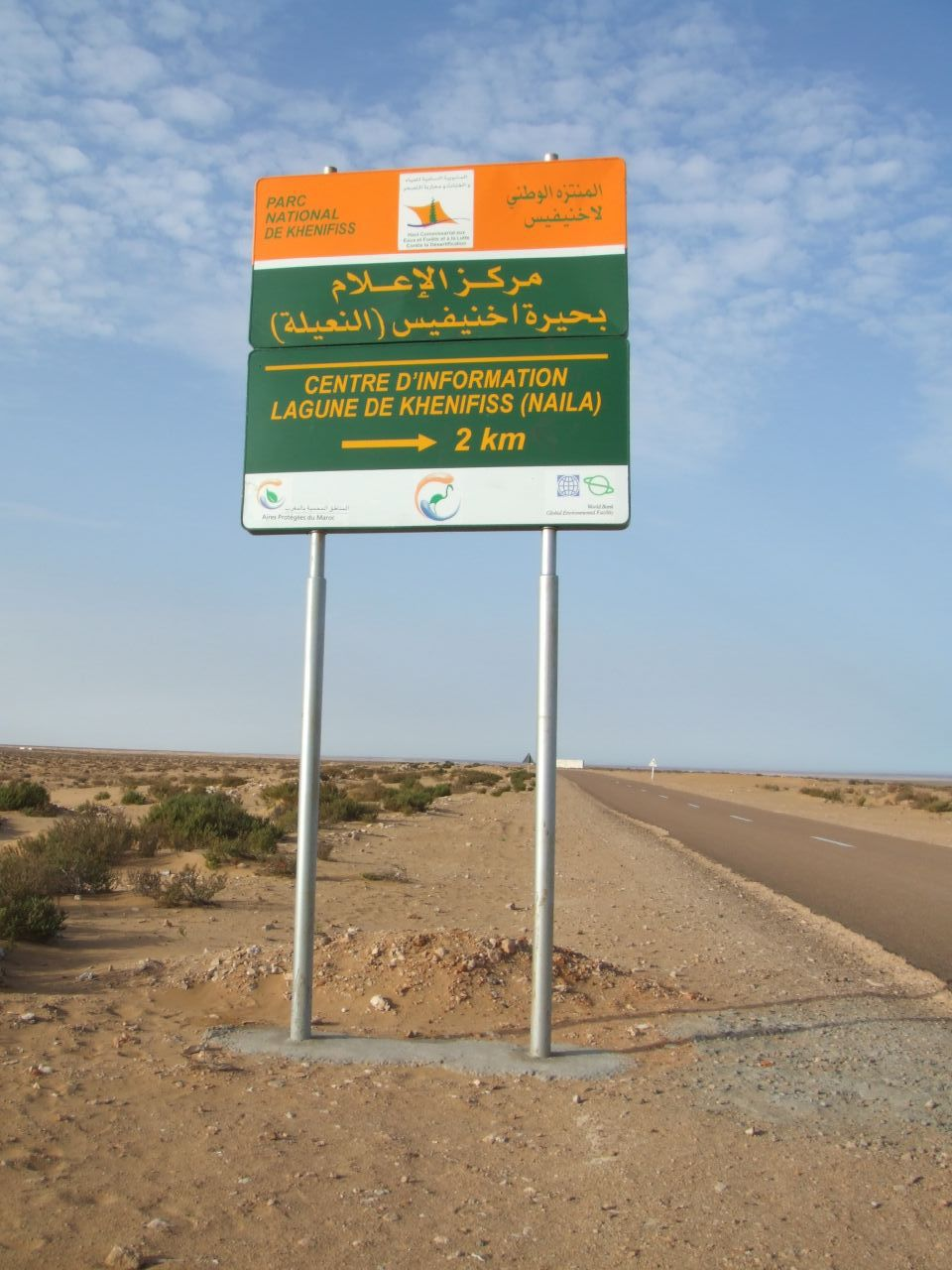